# Biserica Sfântul Ioan Botezătorul din Iași
Biserica „Tăierea Capului Sf. Ioan Botezătorul” din Iași este o biserică ortodoxă din municipiul Iași, care a fost construită în prima jumătate a secolului al XVII-lea, ctitorul ei fiind domnitorul Miron Barnovschi-Movilă al Moldovei (1626-1629, aprilie - iulie 1633). Lăcașul de cult a fost finalizat și sfințit în 1634 în timpul domniei lui Vasile Lupu. 
Biserica este situată în centrul orașului Iași, pe str. I.C. Brătianu nr. 14. Ea are ca hram Tăierea Capului Sf. Ioan Botezătorul, sărbătorit în fiecare an la data de 29 august.
Biserica „Tăierea Capului Sf. Ioan Botezătorul” din Iași a fost inclusă pe Lista monumentelor istorice din județul Iași din anul 2015, având codul de clasificare cod LMI IS-II-m-B-03753. 

## Istoric

### Construirea

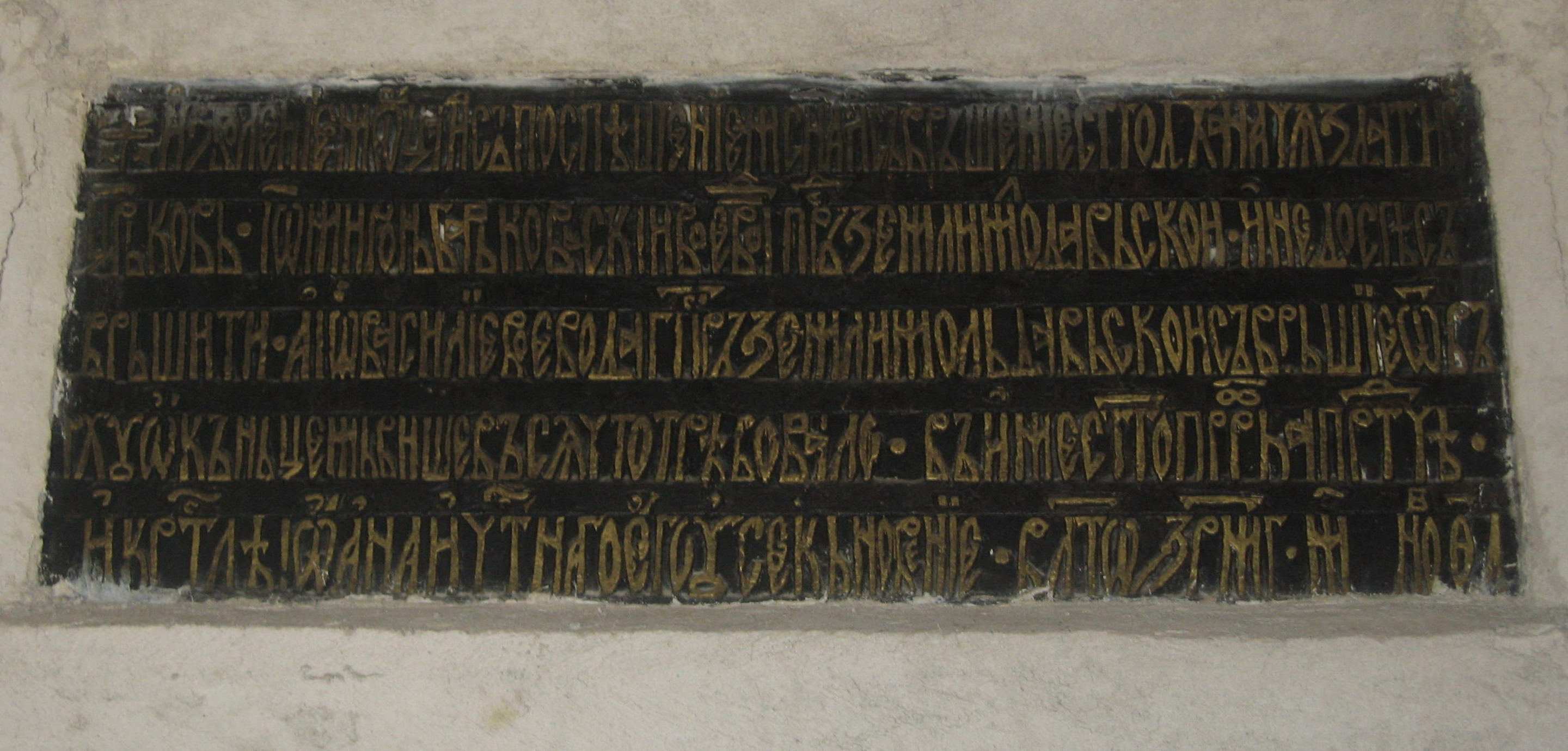
Pisania bisericii

În apropiere de locul unde se află astăzi biserica se afla „Târgul de Sus sau al Măjilor” (al pescarilor), situat la nord-est de fostul centrul al orașului, în apropiere de fosta Mănăstire Dancu, astăzi dispărută. 
Istoria locașului de cult începe cu o bisericuță de lemn, cu hramul „Sf. Parascheva” sau „Sf. Vineri” (atestată într-un document din 21 decembrie 1610), mutată însă în Târgul Nou, după dorința lui Nestor Ureche. 
Pe locul acestei biserici de lemn, între anii 1626-1629, domnitorul Miron Barnovschi-Movilă, la stăruința mamei sale, a început construirea unei biserici din piatră cu hramul „Sf. Ioan Botezătorul”.
Cronicarul Miron Costin a lăudat osârdia și strădania binecredinciosului voievod Miron Barnovschi-Movilă de a ridica noi locașuri bisericești. Acesta a ridicat Mănăstirea Bârnova din apropierea orașului Iași, Mănăstirea Hangu din Munții Neamțului, arătând o deosebită grijă față de Mănăstirea Dragomirna, ctitorită de mitropolitul Anastasie Crimca. De asemenea, el a început zidirea Bisericii Barnovschi și a Bisericii „Sf. Ioan Botezătorul” din Iași. După cum scrie Miron Costin, domnitorul Barnovschi "mănăstiri și beserici câte au făcutu, așea în scurtă vreme, nice unu domnu n-au făcutu. Făcut-sau alți domni și mai multe, iară cu mai îndelungate vremi, în 40 de ani unii, alții în 20 de ani, iară elu în trei ani".  În altă parte, același cronicar menționează construirea Bisericii „Sf. Ioan” din Iași: 
„Și au fârșitŭ mănăstirea mare în dricul orașului Iéșilor întâi, ce să dzice Sfânta Mariia, și apoi mănăstirea anume Hangul, în munți, den pajiște, și Dragomirna au fârșit iară el, urdzită de Crimca mitropolitul, aproape de orașul Sucevei, așijderè și Bârnova, lângă Iași, care apoi au fârșit-oă Dabijè-vodă, fără beséreci în multe locuri, și beserică lui Sfetii Ioanŭ, iară aicea în orașŭ, de îmmă-sa făcută.”—Miron Costin, Letopisețul Țărîi Moldovei
În iulie 1629, domnitorul Miron Barnovschi-Movilă a trebuit să plece din țară, fugind în Polonia, astfel că lucrările de construcție ale mănăstirii din Iași au fost încetinite sau chiar oprite. A fost chemat la Istanbul la 27 aprilie 1633 sub pretextul că i se va da domnia Moldovei, dar a fost arestat acolo în iunie 1633 și trimis la inchisoare.  Miron Costin precizează că vornicul Vasile Lupu le-a spus turcilor că Barnovschi va da țara pe mâna leșilor.
În testamentul său din 22 iunie 1633, scris la Constantinopol, fostul domnitor al Moldovei menționa că Biserica „Adormirea Maicii Domnului” din Iași nu era terminată de construit. El a dat dispoziții executorilor săi testamentari (postelnicul Iancu Costin - tatăl cronicarului Miron Costin - și marele logofăt Matei Gavrilaș) să-i vândă proprietățile sale din Polonia și cu banii obținuți să finalizeze construcția Bisericii „Adormirea Maicii Domnului” din Iași, a Bisericii „Sf. Ioan Botezătorul” din Iași și a bisericilor din Toporăuți și Liov.
Construcția bisericii a fost continuată „de la vârful ferestrelor în sus” de domnitorul Vasile Lupu (1634-1653), care reușește să o finalizeze, biserica fiind sfințită la 9 noiembrie 1634, după cum scrie și în pisanie.  Sfințirea a avut loc la 9 noiembrie 1634 (după corespondența cu anul din pisanie redat în cronologia erei bizantine) și nu pe 4 noiembrie cum credea N.A. Bogdan ori pe 9 noiembrie 1635, după cum spusese Iorga.  Mulți autori pun toată strădania lui Vasile Lupu pe seama unor posibile remușcări, deoarece el contribuise la decapitarea lui Barnovschi în 1633.
Pisania bisericii este scrisă în limba slavonă și se află deasupra ușii pridvorului: 
„Cu voia Tatălui și cu ajutorul Fiului și cu săvârșirea Sfântului Duh, a început a zidi biserica aceasta Io Miron Barnovschi Voievod, domn al Țării Moldovei, și n-a ajuns a o săvârși. Iară Io Vasile Voievod, domn al Țării Moldovei, a săvârșit-o, de la vârful ferestrelor toată și a săvârșit toate cele de nevoie întru numele Sfântului Prooroc înainte-mergător și Botezător Ioan  și a cinstitei lui tăieri. În anul 7143 (1634), luna noiembrie, în 9 zile.”
Clopotul bisericii era dăruit chiar de ctitor, în 1628, fiind lucrat la Liov.  În documente, biserica este asociată cu breasla cioclilor din Târgul de Sus. 

### Restaurări ulterioare
În 1803, la cererea episcopului Veniamin Costache, biserica devenea metoh al Episcopiei Hușilor, în casele din jurul bisericii așezându-se câțiva călugări care oficiau slujba dumnezeiască de toate zilele.  Biserica a suportat lucrări de restaurare, consolidare și întreținere în anii 1854 și 1873.  În 1875 a fost adăugat un mic pridvor pe latura sud-vestică. 
Lăcașul de cult a fost reparat radical și zugrăvit din nou în vara anului 1913, prin cheltuiala și osteneala moșierului Vasile Rusovici.   El a împrejmuit lăcașul de cult cu gard. 
Între anii 1929-1948, într-o clădire din curtea bisericii construită de Vasile Rusovici a funcționat o școală de cântăreți a centrului eparhial Iași. 
Alte lucrări de restaurare a bisericii au avut loc în 1942, 1965  și între 1984-1986, în urma cutremurului de la 4 martie 1977. 
Deasupra ușii sudice de intrare în biserică a fost amplasată o inscripție recentă cu următorul text: „Cu voia Tatălui, cu ajutorul Fiului și cu săvîrșirea Sfântului Duh, prin stăruința și ajutorul prețios acordat de Înalt Prea Sfințitul Teoctist Arăpaș, Arhiepiscop al Iașilor și Mitropolit al Moldovei și Sucevei, s-a restaurat această biserică-monument istoric cu hramul „Sfîntul Ioan Botezătorul”, în anul de la Hristos 1984-1986. Zidirea a fost începută de Miron Barnovschi, continuat de la ferestre în sus de Voevodul Vasile Lupu și terminată Ia 9 noiembrie 1635, la numai un an de la suirea sa pe tronul Moldovei”.
Lucrările de consolidare, restaurare, reparație și conservare din perioada 1984-1986 s-au realizat prin donația credincioșilor, ajutorul Mitropoliei Moldovei și Sucevei și strădania preotului-paroh Dumitru Hadârcă - consilier administrativ. Astfel: pentru materialele necesare și transport s-a cheltuit suma de 334.509 lei; pentru manoperă suma de 689.264 lei; în total 1.023.773 lei, din care: 639.300 lei - donație din partea Mitropoliei și 393.173 lei - contribuția credincioșilor din parohie șl din alte părți. Biserica „Sf. Ioan Botezătorul” a fost redată cultului în ziua de 8 iulie 1987, de prăznuirea „Sfintei Treimi”, fiind sfințită de către P.S. Pimen Suceveanul, Episcop-vicar al Mitropoliei Moldovei și Sucevei, înconjurat de P.C. Arhimandrit Partenie Apetri, Mare Eclesiarh al Catedralei Mitropolitane, P.C. Preot paroh Dumitru Hadârcă - consilier administrativ, P.C. Preot Dimitrie Isopescu - consilier administrativ și de un sobor de preoți și diaconi. 
La începutul secolului al XXI-lea, întregul complex se afla într-o stare avansată de degradare, el necesitând efectuarea de noi lucrări de consolidare și restaurare. Din anul 2003 parohul Bisericii „Sf. Ioan Botezătorul” din Iași este Pr. Prof. Dr. Viorel Sava – iconom stavrofor, cancelar științific (2003-2004), prodecan (2004-2005) și decan (din 2005) al Facultății de Teologie Ortodoxă din Iași. Cu purtarea sa de grijă s-au realizat o serie de lucrări care au constat în instalarea de centuri, înlocuirea acoperișului, decapare interior și exterior, tencuirea exterioară a bisericii, montarea a două mozaicuri cu icoanele hramurilor pe peretele sud-vestic al pridvorului și văruirea interioară și exterioară a lăcașului de cult.

## Descrierea bisericii

### Arhitectura

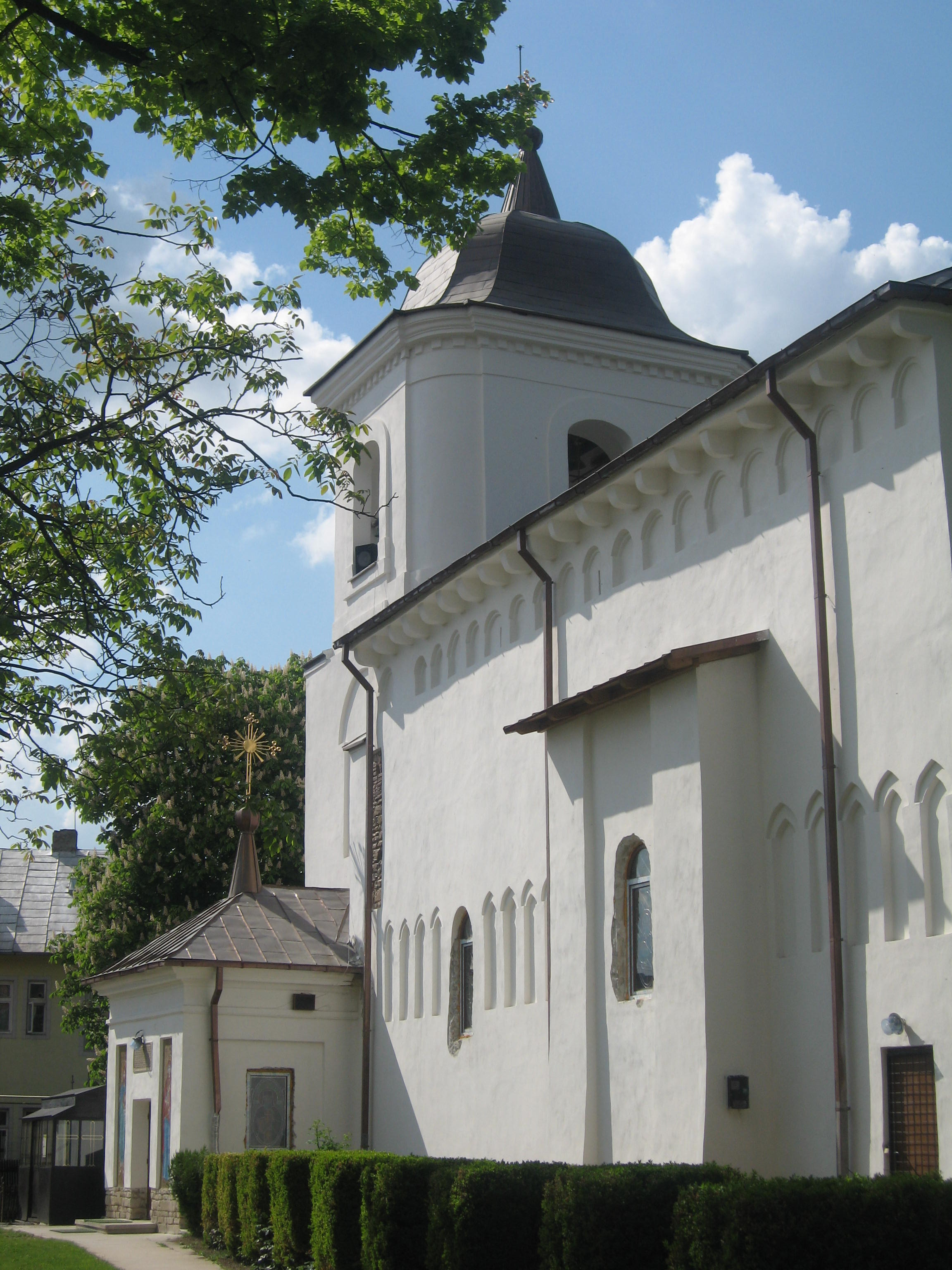
Pridvorul, turnul clopotniță și o absidă laterală

Biserica „Sf. Ioan Botezătorul” din Iași se aseamănă din punct de vedere arhitectonic (plan, decorație exterioară și împărțire a spațiului interior) cu alte biserici construite în vremea domniei lui Miron Barnovschi (Biserica Barnovschi din Iași și biserica Mănăstirii Bârnova). 
Biserica are un plan dreptunghiular, având abside laterale dreptunghiulare (la exterior), sub forma unui pilastru angajat și formate din două lezne ce se ridică până la jumătatea înălțimii dintre ferestre și cornișa bisericii și absida altarului de formă semicirculară. Fațada monumentului este din piatră și cărămidă, zidurile având o grosime de 1,70 m. Pe fațada bisericii se află 28 arcade oarbe; cele zece de pe absida altarului au dimensiuni mari și coboară până la soclu, iar cele din dreptul pronaosului și naosului sunt aproximativ de mărimea ferestrelor și așezate la același nivel. Sub cornișă se află un rând de 45 de ocnițe mici și 12 metereze fixate din loc în loc. Cornișa este susținută de console simple de piatră. Acoperișul are o învelitoare din tablă zincată. 
Elementele specifice ale acestei biserici sunt:
- un turn clopotniță clădit deasupra pridvorului (exonartexului) – element specific și altor ctitorii din aceeași perioadă
- lipsa turlei de deasupra naosului
- un pod în întregime fortificat, aflat deasupra bolților și construit în scopuri de apărare.

Biserica „Sf. Ioan Botezătorul” din Iași are un sistem de construcție pentru apărare care este întâlnit și la Biserica Precista din Galați. Podul bisericii este un fel de fortăreață suspendată, camuflată de acoperișul obișnuit al bisericii. De jur împrejurul zidurilor se află drumuri de strajă și metereze pentru arcuri și puști. 
În interior, biserica este alcătuită din următoarele încăperi: un pridvor adăugit în 1875 (în partea de sud-vest), pridvorul (exonartexul) cu turnul clopotniță deasupra, pronaosul, naosul și altarul. Interiorul este luminat prin 13 ferestre. În biserică se intră pe o ușă metalică aflată pe partea de sud-vest a pridvorului. În peretele de nord-est al pronaosului se află o ușă interioară prin care se urcă la cele două etaje ale turnului-clopotniță. Turnul are un plan pătrat și două etaje. La primul etaj se află o încăpere destinată sistemului fortificat de apărare cu drumuri de strajă și metereze, care continuă spre altar, pe lângă pereții bisericii, iar la al doilea etaj se află clopotnița. 
Între pronaos și naos a existat odată un zid despărțitor care a fost demolat. Deasupra pronaosului și naosului se află bolți semicilindrice. Naosul este lărgit de cele două abside laterale, semicirculare în interior și dreptunghiulare în exterior. Pe peretele de nord al naosului se află amvonul. Absida altarului este decroșată față de restul construcției, iar prin amplasarea avansată a catapetesmei se formează două nișe: proscomidiarul (la nord) și diaconiconul (la sud). Catapeteasma este din lemn de tei, sculptat cu ornamentații florale, iar unele icoane pictate în ulei, în stil neo-bizantin, datează din secolul al XVII-lea.

### Iconografia
Cu prilejul reparațiilor radicale din 1913 un pictor anonim a executat o pictură murală în tempera, care a constat doar din câteva scene pe pandantivi și în emisferele calotelor. În prezent, ea este deteriorată și ștearsă, păstrându-se doar chipul Maicii Domnului îndurătoarea de pe calota din pronaos. 

### Odoare de preț
Biserica păstrează câteva obiecte de cult de valoare printre care menționăm un potir de argint cu ornamentații florale și medalioane aplicate (din secolul al XVII-lea), o Sfântă Evanghelie ferecată în argint și tipărită în grecește la 1693, o icoană a Mântuitorului și alta a Maicii Domnului de pe catapeteasmă, iar în pridvor icoana Sfântului Ioan Botezătorul donată probabil de Vasile Lupu și despre care N.A. Bogdan spunea că ar avea conform tradiției vreo 1000 de ani. 

### Morminte în curtea bisericii
În curtea bisericii, în apropiere de absida altarului, se află cavoul binefăcătorilor din familia Rusovici. Mormântul lor este înconjurat de un gard vechi de fier forjat cu soclu în partea de nord și de est, iar în partea de sud și vest, cu un gard de fier mai mic, fără soclu, confecționat recent odată cu poarta mare, ușile și ramele de la ferestrele bisericii. În acest cavou, sub o cruce din marmură neagră, sunt înmormântați Vasile Rusovici (8 septembrie 1849 - 27 iulie 1923) și soția sa, Maria Rusovici (1 mai 1857 - 24 aprilie 1930).

## Școala de cântăreți bisericești

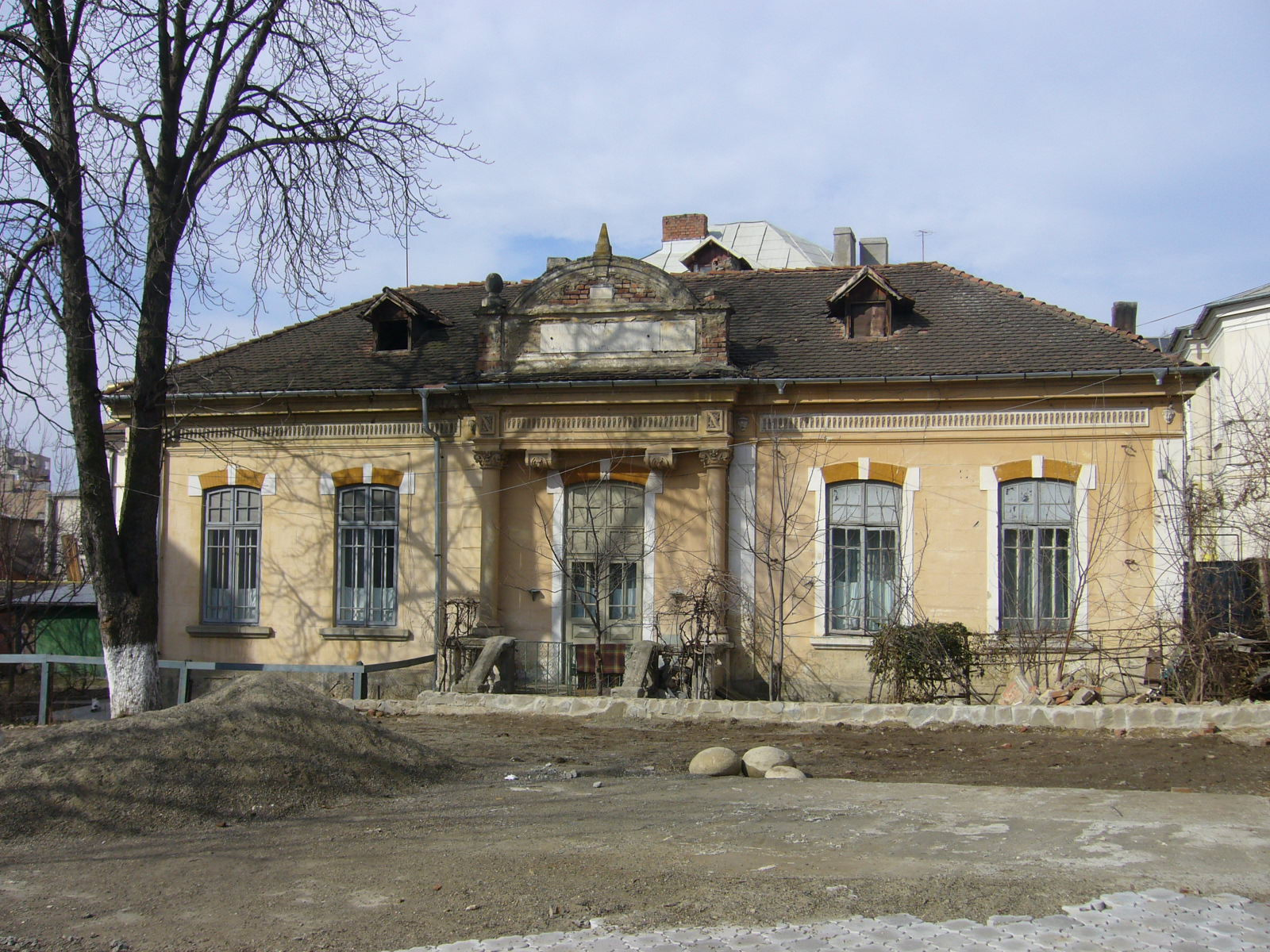
Fosta școală de cântăreți bisericești

Soții Vasile și Maria Rusovici, oameni credincioși și înstăriți, au reparat biserica și au împrejmuit-o cu gard. Ei au donat bisericii trei case: 
- una situată în partea de sud-vest, din cărămidă și acoperită cu tablă, donată în 1927 de Maria Rusovici,
- o altă casă cu etaj și demisol, compusă din patru camere și sală la etaj, cât și la demisol, situată în strada Cuza-Vodă, în fața actualei clădiri a Poștei, donată în 1928 de aceeași binefăcătoare și
- a treia situată în partea de nord-vest, din cărămidă și acoperită cu olane, construită de Vasile Rusovici în 1919.

După finalizarea construcției acestor case, soții Maria și Vasile Rusovici au cerut de la Mitropolia Moldovei, prin testament, ca Biserica „Sf. Ioan Botezătorul” să devină „mitoc călugăresc”. De fiecare dată când se aflau cu treburi la Iași, ei urmau să fie cazați în aceste case. Casa din partea de sud-vest a fost destinata pentru preotul slujitor. Casa cea mare cu etaj (din partea de vest) din strada Cuza-Vodă, vizavi de actuala Poștă, avea un administrator numit de Mitropolie, care se ocupa de administrarea acesteia și colecta veniturile din se plătea personalul bisericii. 
În casa din partea de nord-vest era o clădire mare, cu patru săli de clasă, a funcționat între anii 1929-1948 Școală de Cântăreți Bisericești a Centrului eparhial Iași. Ea a început să funcționeze cu o frecvență de patru ani, având ca profesori pe arhimandritul Teodor Stupcanu, pe pr. Theodor Vrănescu și pe alții. După ce s-au întors din refugiu de la Brașov, arhimandritul Teofil Luca și administratorul Miron nu au mai fost primiți la Biserica „Sf. Ioan Botezătorul, deoarece au fost constatate niște fraude. 
În 1945, protosinghelul Mina-Manole Petraru a fost numit de mitropolitul Irineu Mihălcescu ca preot deservent la Biserica „Sf. Ioan Botezătorul” din Iași, activând acolo până în 1949. De asemenea, el a predat tipicul, cântarea practică și citirea cu litere chirilice la Școala de Cântăreți Bisericești. În acei ani, școala avea 200 de elevi, iar în căminul-internat al școlii locuiau 43 de elevi cântăreți, precum și 12 studenți săraci, cărora li se oferea masă gratuită. 
În 1948, casele familiei Rusovici (aflate în curtea bisericii) au fost naționalizate, ele fiind locuite și astăzi de chiriași.

## Imagini

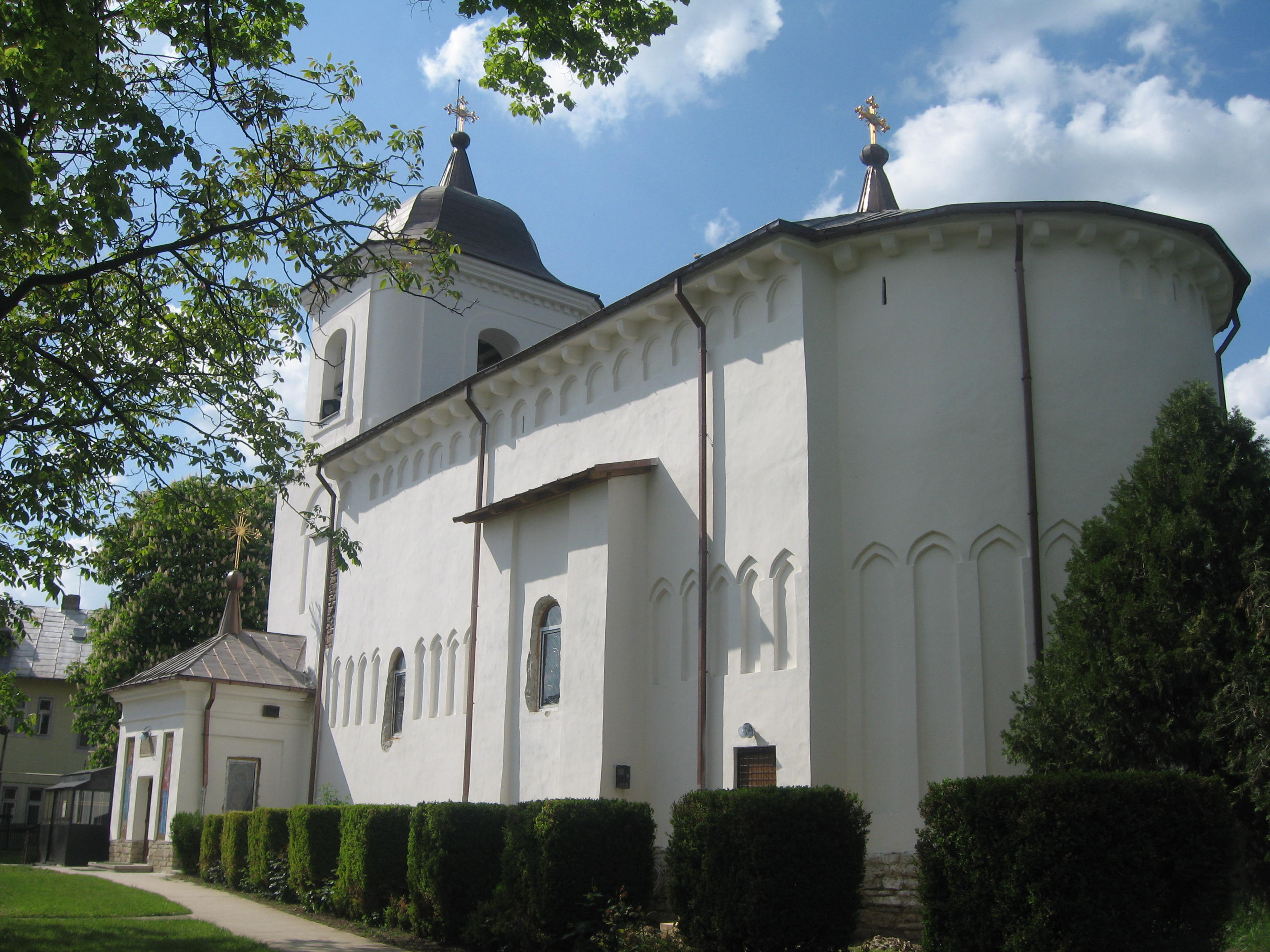
Biserica văzută dinspre sud-est
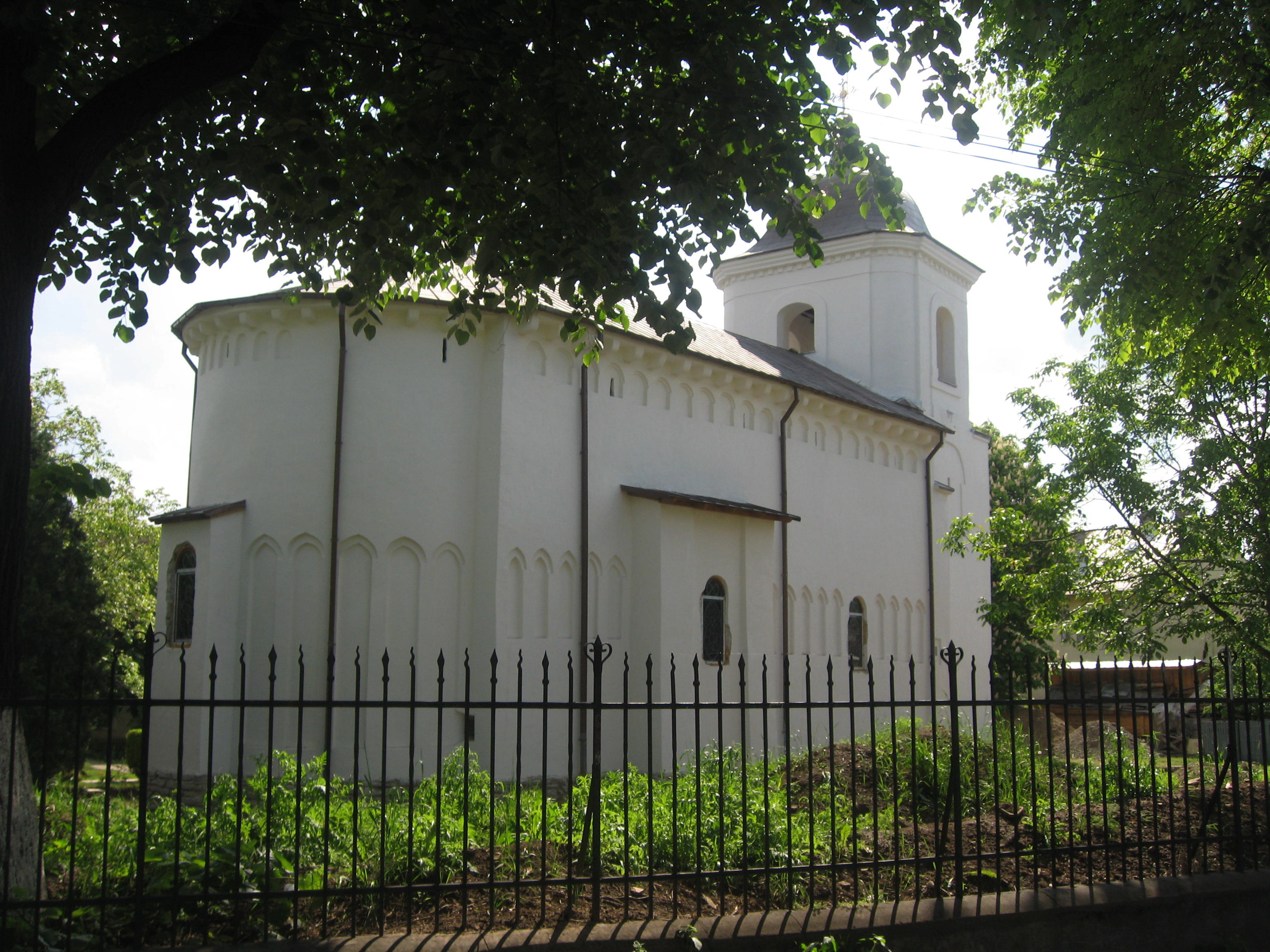
Biserica văzută de pe latura nordică
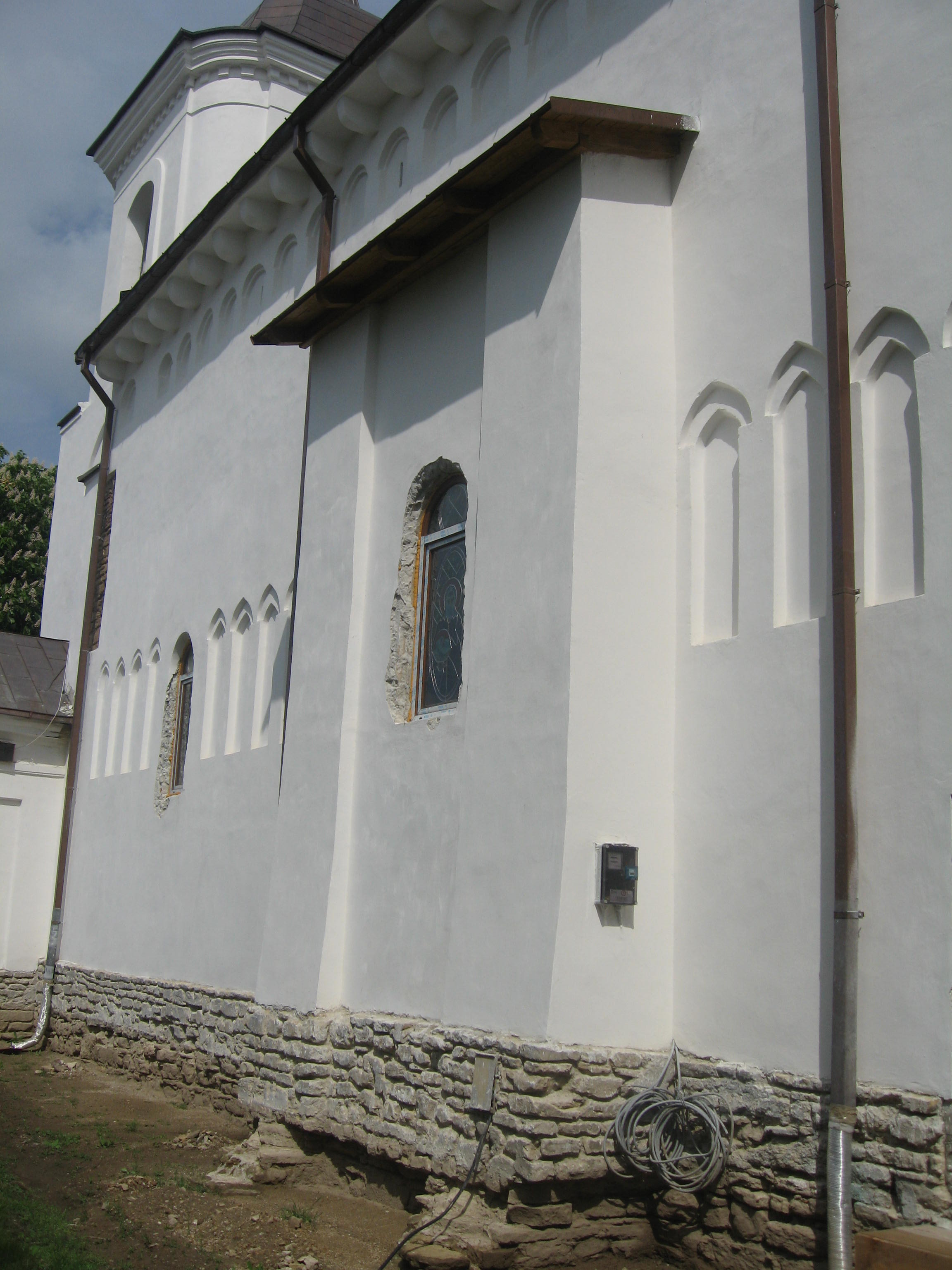
Absidă laterală
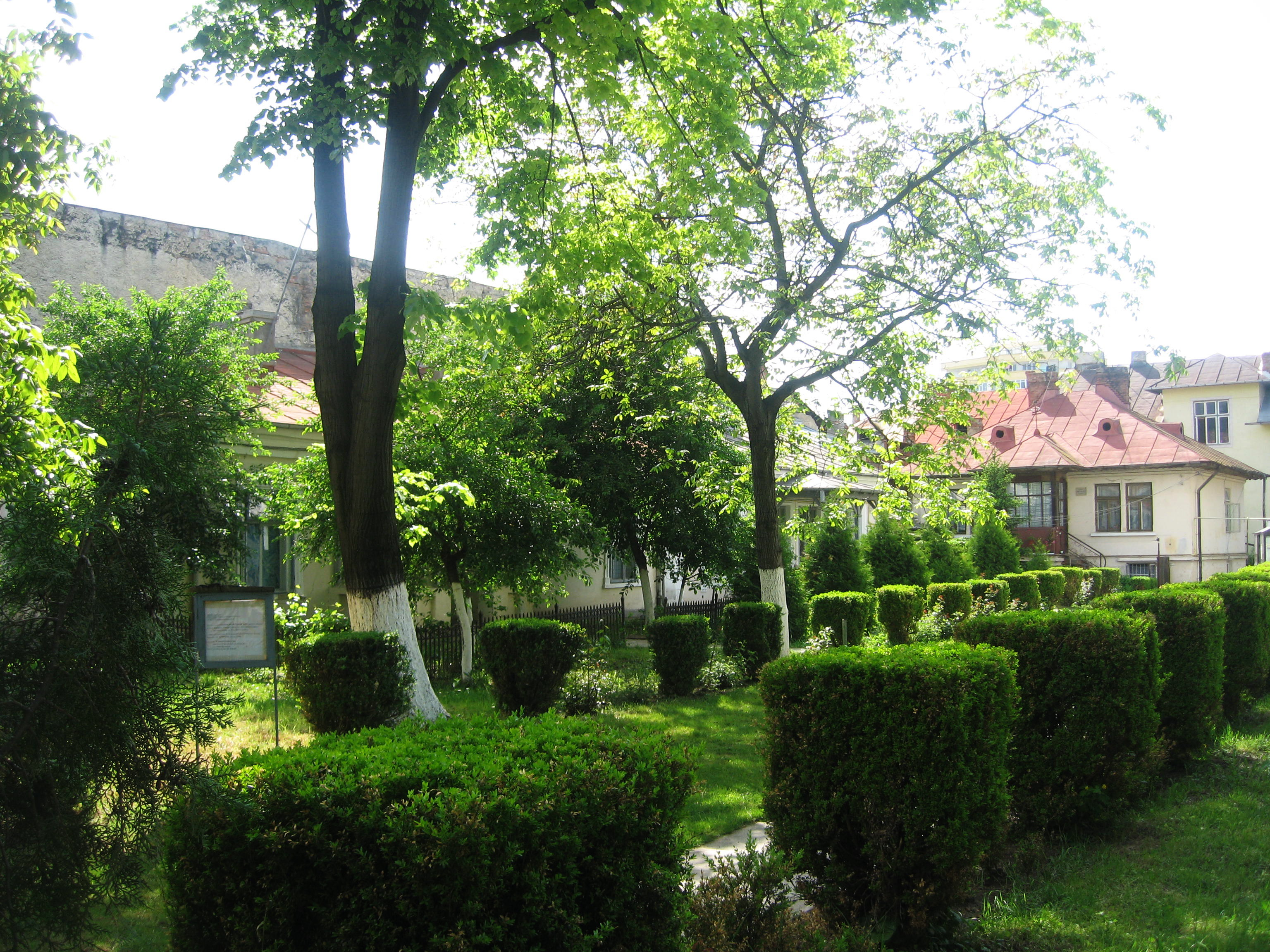
Casele din curtea bisericii
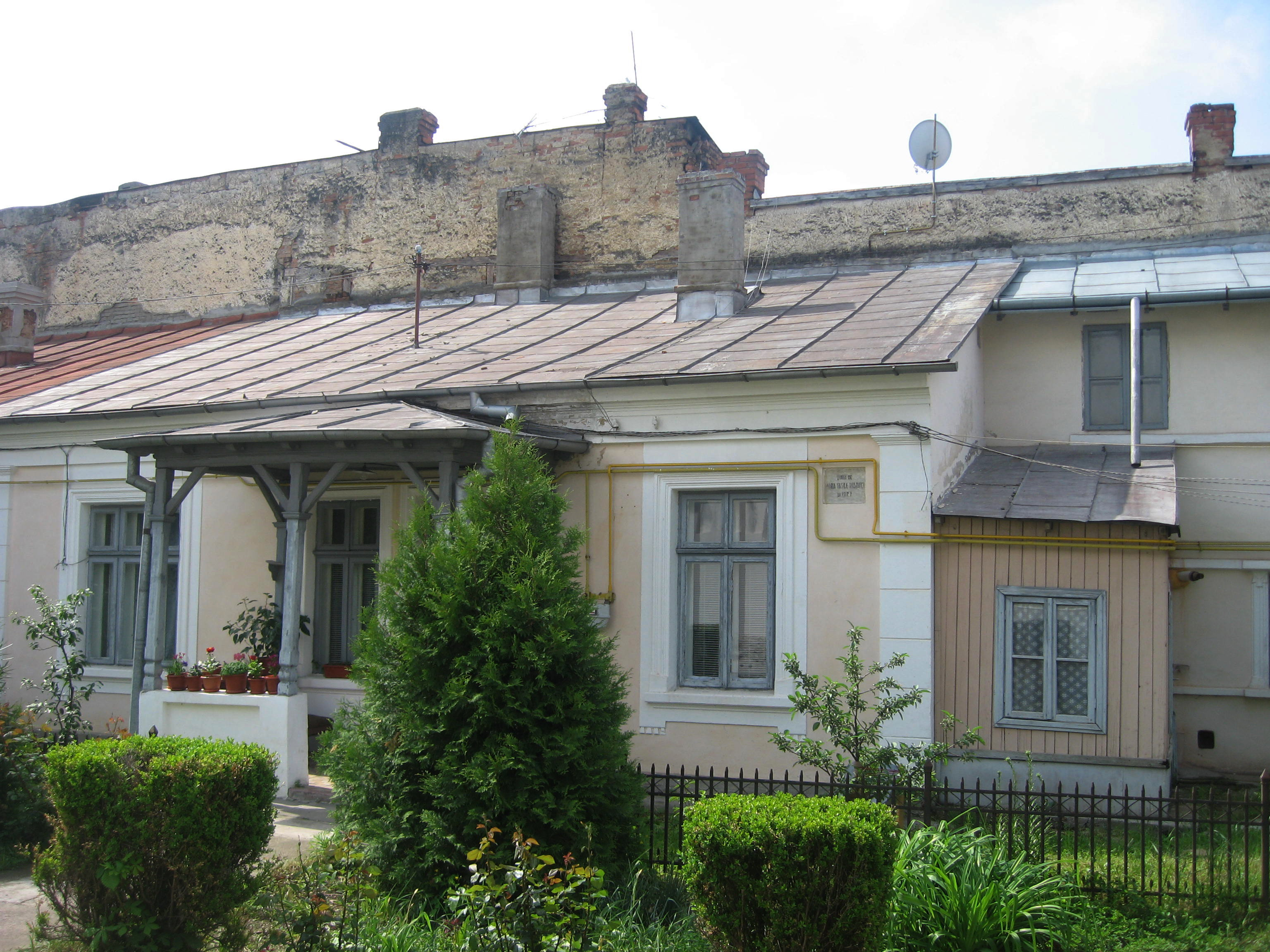
Casa din 1927
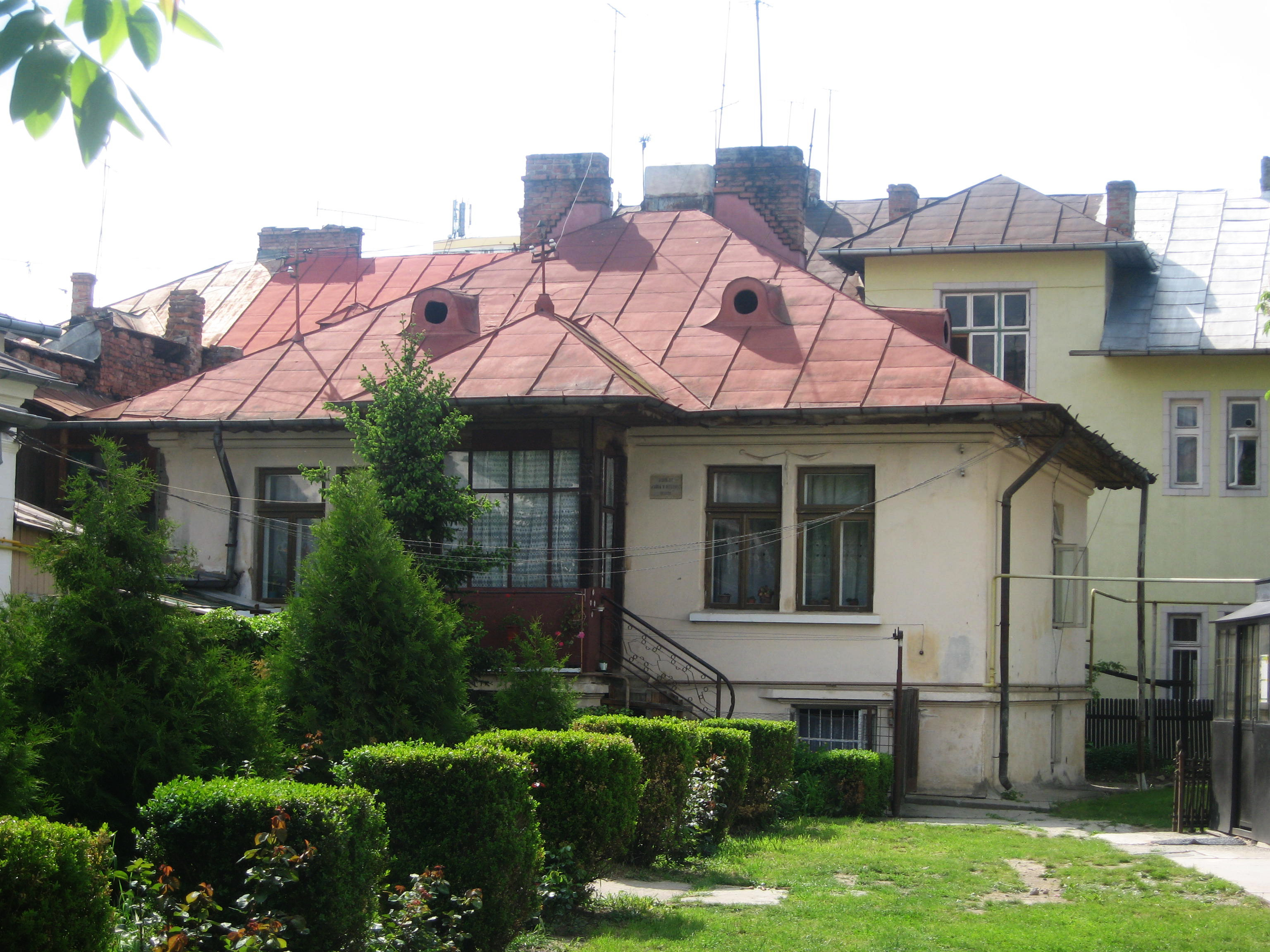
Casa din 1928
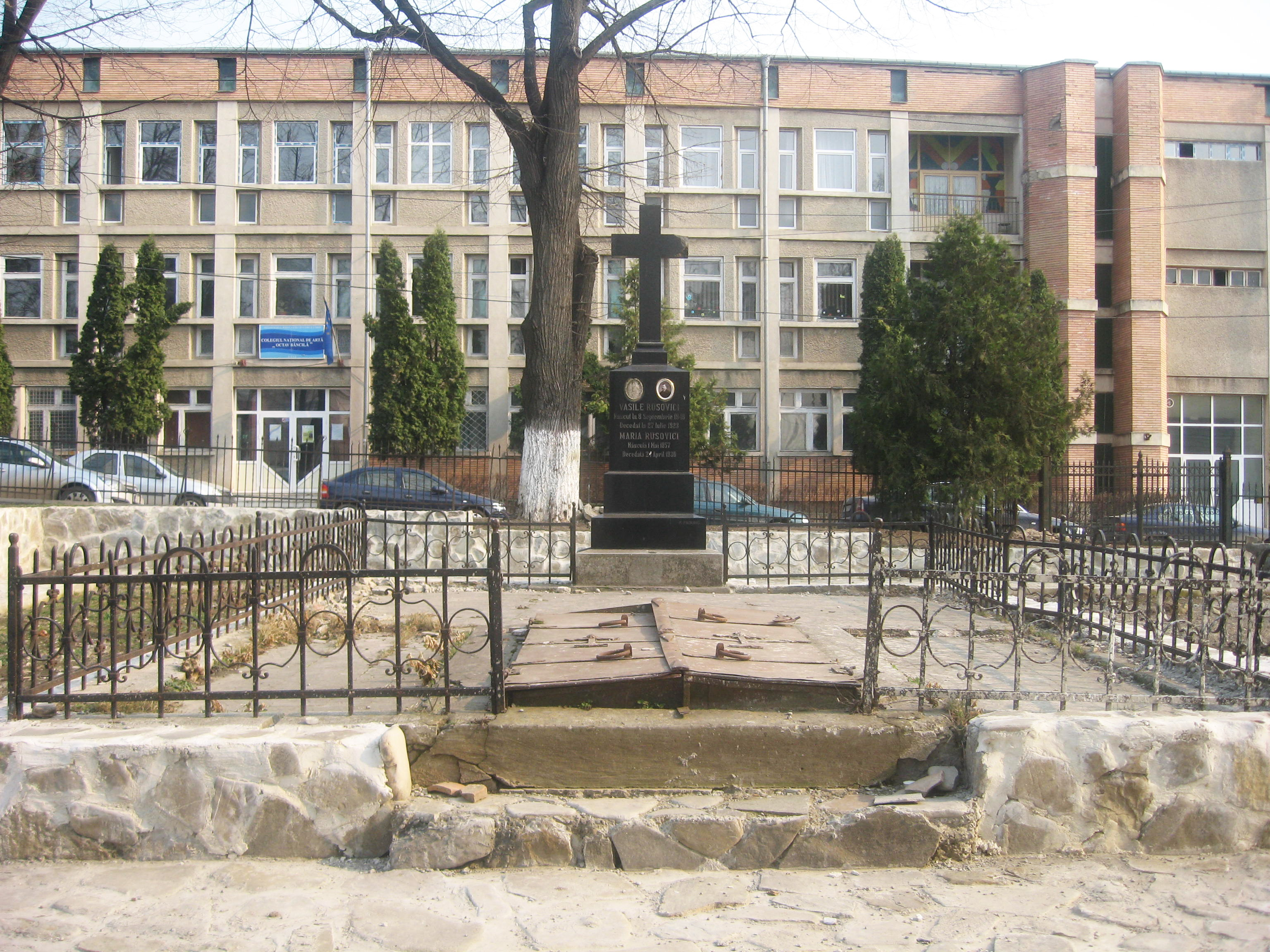
Mormântul din curtea bisericii
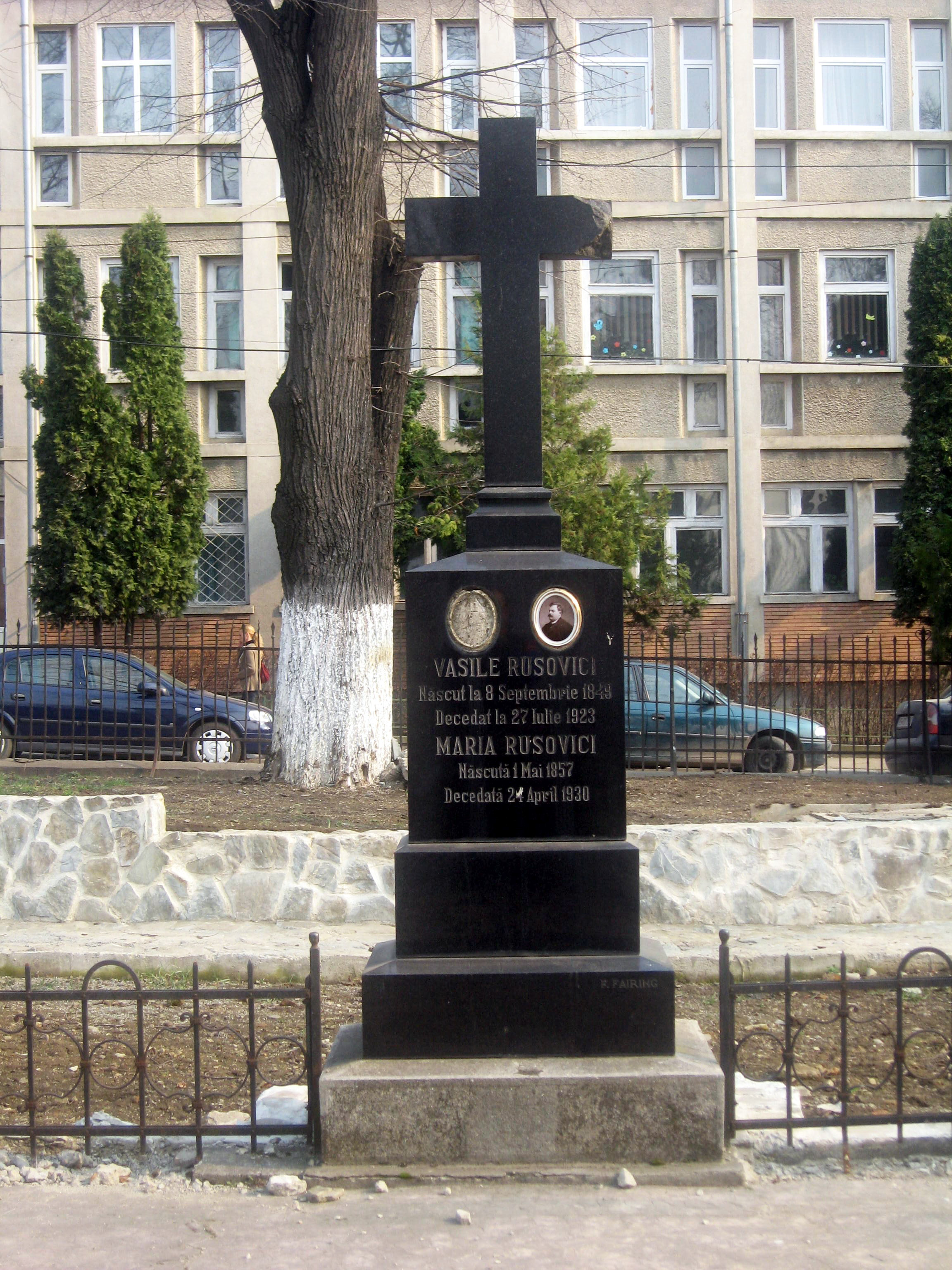
Monumentul funerar